# DDR SDRAM

Модуль памяти DDR (микросхемы в корпусах TSOP) со 184 контактами

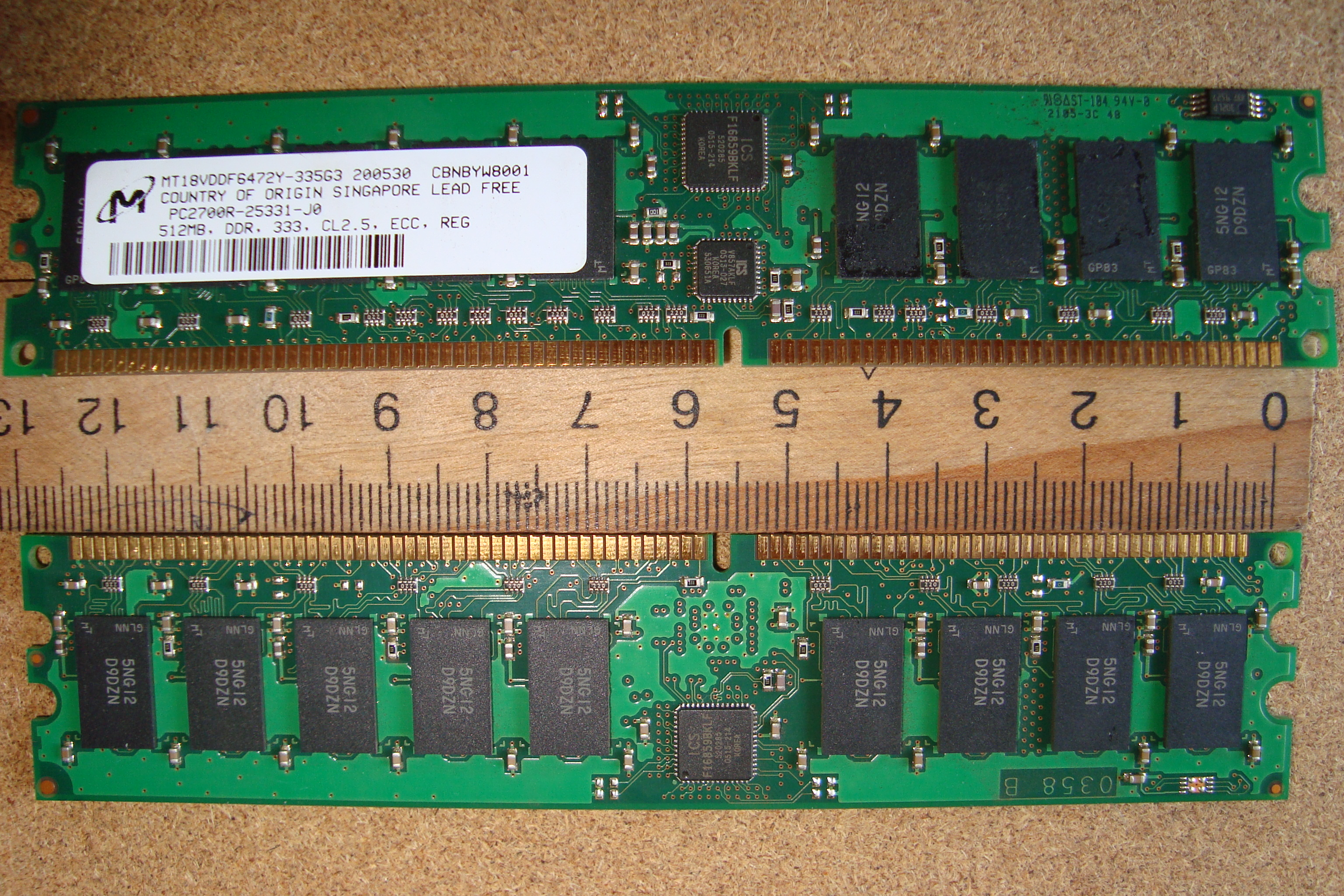
Модули оперативной буферизированной памяти Micron PC2700 DDR SDRAM, содержащие 9 микросхем памяти (в корпусах BGA); дополнительная микросхема хранит ECC-коды класса SECDED (8 бит) для исправления одиночных и детектирования двойных ошибок на каждые 64 бита

DDR SDRAM (от англ. Double Data Rate Synchronous Dynamic Random Access Memory — синхронная динамическая память с произвольным доступом и удвоенной скоростью передачи данных) — тип компьютерной памяти, используемой в вычислительной технике в качестве оперативной и видеопамяти. Пришла на смену памяти типа SDR SDRAM.
При использовании DDR SDRAM достигается удвоенная скорость работы, нежели в SDRAM, за счёт считывания команд и данных не только по фронту, как в SDRAM, но и по спаду тактового сигнала. За счёт этого удваивается скорость передачи данных без увеличения частоты тактового сигнала шины памяти. Таким образом, при работе DDR на частоте 100 МГц мы получим эффективную частоту 200 МГц (при сравнении с аналогом SDR SDRAM). В спецификации JEDEC есть замечание, что использовать термин «МГц» в DDR некорректно, правильно указывать скорость «миллионов передач в секунду через один вывод данных».
Специфическим режимом работы модулей памяти является двухканальный режим.

## Описание
Микросхемы памяти DDR SDRAM выпускались в корпусах TSOP и (освоено позднее) корпусах типа BGA (FBGA), производятся по нормам 130- и 90-нанометрового техпроцесса:
- Напряжение питания микросхем: 2,6 В ± 0,1 В.
- Потребляемая мощность: 527 мВт.
- Интерфейс ввода-вывода: SSTL_2.

Ширина шины памяти составляет 64 бита, то есть по шине за один такт одновременно передаётся 8 байт. В результате получаем следующую формулу для расчёта максимальной скорости передачи для заданного типа памяти: (тактовая частота шины памяти) x 2 (передача данных дважды за такт) x 8 (число байтов передающихся за один такт). Например, чтобы обеспечить передачу данных дважды за такт, используется специальная архитектура «2n Prefetch».
Внутренняя шина данных имеет ширину в два раза больше внешней; при передаче данных сначала передаётся первая половина шины данных по фронту тактового сигнала, а затем вторая половина шины данных по спаду.
Помимо удвоенной передачи данных, DDR SDRAM имеет несколько других принципиальных отличий от простой памяти SDRAM. В основном, они являются технологическими. Например, был добавлен сигнал QDS, который располагается на печатной плате вместе с линиями данных. По нему происходит синхронизация при передаче данных. Если используется два модуля памяти, то данные от них приходят к контроллеру памяти с небольшой разницей из-за разного расстояния. Возникает проблема в выборе синхросигнала для их считывания, и использование QDS успешно это решает. Грубо говоря, если на материнской плате имеется 2 и более разъёмов для оперативной памяти, то ближний слот будет ждать дальний слот.
JEDEC устанавливает стандарты для скоростей DDR SDRAM, разделённых на две части: первая для чипов памяти, а вторая для модулей памяти, на которых, собственно, и размещаются чипы памяти.

## Чипы памяти
В состав каждого модуля DDR SDRAM входит несколько идентичных чипов DDR SDRAM. Для модулей без коррекции ошибок (ECC) их количество кратно 4, для модулей с ECC — формула 4+1.

### Спецификация чипов памяти
- DDR200: память типа DDR SDRAM, работающая на частоте 100 МГц
- DDR266: память типа DDR SDRAM, работающая на частоте 133 МГц
- DDR333: память типа DDR SDRAM, работающая на частоте 166 МГц
- DDR400: память типа DDR SDRAM, работающая на частоте 200 МГц

### Характеристики чипов
- Ёмкость чипа (DRAM density). Записывается в мегабитах, например, 256 Мбит — чип ёмкостью 32 мегабайта.
- Организация (DRAM organization). Записывается в виде 64M x 4, где 64M — это количество элементарных ячеек хранения (64 миллиона), а x4 (произносится «by four») — разрядность чипа, то есть разрядность каждой ячейки. Чипы DDR бывают x4 и x8, последние стоят дешевле в пересчёте на мегабайт ёмкости, но не позволяют использовать функции Chipkill[англ.], Memory scrubbing[англ.] и Intel Single-device data correction[англ.].

## Модули памяти

Графическое сравнение модулей памяти DDR, DDR2, DDR3 и DDR4

Модули DDR SDRAM выполнены в форм-факторе DIMM. На каждом модуле расположено несколько одинаковых чипов памяти и конфигурационный чип Serial presence detect. На модулях регистровой (registered) памяти также располагаются регистровые чипы, буферизующие и усиливающие сигнал на шине, на модулях нерегистровой (небуферизованной, unbuffered) памяти их нет.

### Характеристики модулей
- Объём. Указывается в мегабайтах или гигабайтах.
- Количество чипов (# of DRAM Devices). Кратно 8 для модулей без ECC, для модулей с ECC — кратно 9. Чипы могут располагаться на одной или обеих сторонах модуля. Максимальное умещающееся на DIMM количество — 36 (9x4).
- Количество строк (рангов) (# of DRAM rows (ranks)). Чипы, как видно из их характеристики, имеют 4- или 8-битную шину данных. Чтобы обеспечить более широкую полосу (например, DIMM требует 64 бита и 72 бита для памяти с ECC), чипы связываются в ранги. Ранг памяти имеет общую шину адреса и дополняющие друг друга линии данных. На одном модуле может размещаться несколько рангов. Но если нужно больше памяти, то добавлять ранги можно и дальше, установкой нескольких модулей на одной плате и используя тот же принцип: все ранги сидят на одной шине, только Chip select[англ.] разные — у каждого свой. Большое количество рангов электрически нагружает шину, точнее контроллер и чипы памяти, и замедляет их работу. Отсюда начали применять многоканальную архитектуру, которая позволяет также независимо обращаться к нескольким модулям.
- Задержки (тайминги): CAS Latency (CL), Clock Cycle Time (tCK), Row Cycle Time (tRC), Refresh Row Cycle Time (tRFC), Row Active Time (tRAS).

Характеристики модулей и чипов, из которых они состоят, связаны.
Объём модуля равен произведению объёма одного чипа на число чипов. При использовании ECC это число дополнительно умножается на коэффициент 8/9, так как на каждый байт приходится один бит избыточности для контроля ошибок. Таким образом, один и тот же объём модуля памяти можно набрать большим числом (36) маленьких чипов или малым числом (9) чипов большего объёма.
Общая разрядность модуля равна произведению разрядности одного чипа на число чипов и равна произведению числа рангов на 64 (72) бита. Таким образом, увеличение числа чипов или использование чипов x8 вместо x4 ведёт к увеличению числа рангов модуля.
| Объём модуля | Количество чипов | Объём чипа | Организация | Количество строк (рангов) |
| ------------ | ---------------- | ---------- | ----------- | ------------------------- |
| 1 Гб         | 36               | 256 Мбит   | 64М x 4     | 2                         |
| 1 Гб         | 18               | 512 Мбит   | 64М x 8     | 2                         |
| 1 Гб         | 18               | 512 Мбит   | 128М x 4    | 1                         |

В данном примере сравниваются возможные компоновки модуля серверной памяти объёмом 1 Гб. Из представленных вариантов следует предпочесть первый или третий, так как они используют чипы x4, поддерживающие продвинутые методы исправления ошибок и защиты от сбоев. При необходимости использовать одноранговую память остаётся доступен только третий вариант, однако в зависимости от текущей стоимости чипов объёмом 256 Мбит и 512 Мбит он может оказаться дороже первого.

### Спецификация модулей памяти
| Название модуля | Тип чипа | Тактовая частота шины памяти, МГц | Максимальная теоретическая пропускная способность, Мбайт/с | Максимальная теоретическая пропускная способность, Мбайт/с |
| Название модуля | Тип чипа | Тактовая частота шины памяти, МГц | одноканальный режим                                        | двухканальный режим                                        |
| --------------- | -------- | --------------------------------- | ---------------------------------------------------------- | ---------------------------------------------------------- |
| PC1600*         | DDR200   | 100                               | 1600                                                       | 3200                                                       |
| PC2100*         | DDR266   | 133                               | 2133                                                       | 4267                                                       |
| PC2400          | DDR300   | 150                               | 2400                                                       | 4800                                                       |
| PC2700*         | DDR333   | 166                               | 2667                                                       | 5333                                                       |
| PC3000          | DDR366   | 183                               | 3000                                                       | 6000                                                       |
| PC3200*         | DDR400   | 200                               | 3200                                                       | 6400                                                       |
| PC3500          | DDR433   | 217                               | 3467                                                       | 6933                                                       |
| PC3700          | DDR466   | 233                               | 3733                                                       | 7467                                                       |
| PC4000          | DDR500   | 250                               | 4000                                                       | 8000                                                       |
| PC4200          | DDR533   | 267                               | 4267                                                       | 8533                                                       |
| PC5600          | DDR700   | 350                               | 5600                                                       | 11200                                                      |

Примечание 1: стандарты, помеченные символом «*», официально сертифицированы JEDEC. Остальные типы памяти не сертифицированы JEDEC, хотя их и выпускали многие производители памяти, а большинство выпускавшихся в последнее время материнских плат поддерживали данные типы памяти.
Примечание 2: выпускались модули памяти, работающие и на более высоких частотах (до 350 МГц, DDR700), но эти модули не пользовались большим спросом и выпускались в малом объёме, кроме того, они имели высокую цену.
Размеры модулей также стандартизированы JEDEC.
Надо заметить, что нет никакой разницы в архитектуре DDR SDRAM с различными частотами, например, между PC1600 (работает на частоте 100 МГц) и PC2100 (работает на частоте 133 МГц). Просто стандарт говорит о том, на какой гарантированной частоте работает данный модуль.
Модули памяти DDR SDRAM можно отличить от обычной SDRAM по числу выводов (184 вывода у модулей DDR против 168 выводов у модулей с обычной SDRAM) и по ключу (вырезы в области контактных площадок) — у SDRAM два, у DDR — один. Согласно JEDEC, модули DDR400 работают при напряжении питания 2,6 В, а все более медленные — при напряжении 2,5 В. Некоторые скоростные модули для достижения высоких частот работают при больших напряжениях, до 2,9 В.
Большинство последних чипсетов с поддержкой DDR позволяли использовать модули DDR SDRAM в двухканальном, а некоторые чипсеты и в четырёхканальном режиме. Данный метод позволяет увеличить в 2 или 4 раза соответственно теоретическую пропускную способность шины памяти. Для работы памяти в двухканальном режиме требуются 2 (или 4) модуля памяти. Рекомендуется использовать модули, работающие на одной частоте, имеющие одинаковый объём и временны́е задержки (латентность, тайминги). Ещё лучше использовать абсолютно одинаковые модули.
Сейчас модули DDR практически вытеснены модулями типов DDR2, DDR3, DDR4 и DDR5, которые в результате некоторых изменений в архитектуре позволяют получить бо́льшую пропускную способность подсистемы памяти. Ранее главным конкурентом DDR SDRAM являлась память типа RDRAM (Rambus), однако ввиду наличия некоторых недостатков со временем была практически вытеснена с рынка.